# Teatro Espanhol

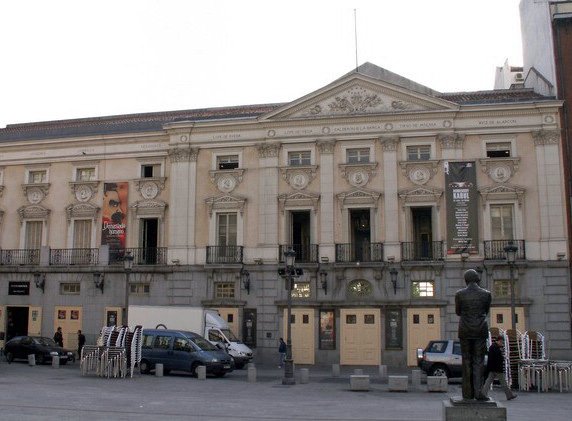
Fachada do Teatro Español.

O Teatro Espanhol (Teatro Español) é um teatro de Madrid, Espanha.